# Фабрини, Джованни
Джованни Фабрини (итал. Giovanni Fabrini, 1516, Фильине-Вальдарно, Тоскана — около 1580 или 1580, Венеция) — итальянский грамматик, лингвист, гуманист.

## Биография
Родился в 1516 году в Фильине-Вальдарно, сын Бернардо ди Джулиано и Бартоломеа ди Алессандро Альтровити. Основным источником биографических сведений о Фабрини является его переписка, а также отрывочные косвенные сведения в его книгах. Известно о существовании его сестры Элизабетты и трёх братьев: Никколо, который принял священнический сан, Франческо, отца двоих сыновей — Бароне и Раффаэлло, которым их дядя Никколо оставил в наследство часть своего имущества, и Джулиано, не оставившего после себя потомства. В юности Фабрини переехал во Флоренцию, где занялся изучением литературы под руководством гуманистов Лоренцо Амадеи и Гаспаре Марискотти да Марради. Флорентийский период жизни продолжался недолго — предположительно после смерти родителей Фабрини переехал в Рим, где к тому времени уже обосновался его брат Никколо. Здесь в 1544 году он опубликовал свой первый труд: «Интерпретация вольгаре и латыни через тосканское наречие» (Della interpretazione della lingua volgare e latina per via della Toschana) в трёх книгах, посвящённый архиепископу Милана кардиналу Ипполито д’Эсте. Первая из упомянутых книг трактовала о значении на вольгаре слов, которые в латинском языке используются в именительном падеже, вторая — о значении слов, применяемых на латыни в родительном падеже, и третья — о значении слов, стоящих на латыни в дательном падеже. В связи с публикацией этого труда был обвинён в том, что позаимствовал метод исследования у своих учителей Амадеи и Марискотти, но опроверг эти утверждения в письмах, адресованных обоим учёным, которые опубликовал в новом издании 1548 года.
В 1545 году опубликовал в Венеции перевод с латинского языка труда Франческо Патрици «De institutione reipublicae». В 1546 году вернулся во Флоренцию и продолжил перевод трактата Патрици «De regno», который опубликовал в 1547 году в Венеции под названием «Il sacro regno del gran' Patritio de 'l vero reggimento e de la vera felicità del principe e beatitudine humana» в девяти книгах (в 1559 году вышло новое, исправленное издание). Вновь был обвинён в плагиате — его подозревали в использовании исследований некого монаха-доминиканца, личность которого с достоверностью не установлена.
В 1547 году окончательно осел в Венеции, где к тому времени уже пользовался достаточной известностью. По утверждению учёного XVIII века Бенчивенни Пелли, Фабрини получил от Сената Венеции звание профессора красноречия, которое сохранял около тридцати лет — до 1577 года.
Написал: «Teorica della lingua» (Венеция, 1566), комментарии к Теренцию (1548), Горацию (1565), Вергилию (1597) и др.